# نانجی
نانجی (به لاتین: Nanjie) یک روستا در جمهوری خلق چین است که در استان هنان واقع شده‌است. نانجی ۳٬۱۸۰ نفر جمعیت دارد.